# 호미곶 한민족 해맞이축전
호미곶 한민족 해맞이축전은 경상북도 포항시에서 개최하는 새해맞이 축전이다.